# Župnija Ljubljana Bežigrad
Župnija jubljana Bežigrad je rimskokatoliška teritorialna župnija Dekanije Ljubljana Center, ki je del Nadškofije Ljubljana.
Župnijska cerkev je cerkev sv. Cirila in Metoda. Za župnijo skrbijo frančiškani.

## Zgodovina
Župnija za Bežigradom je bila ustanovljena leta 1934, ko se je Ljubljana začela močneje širiti proti severu, preko železniške proge. Za potrebe novoustanovljene župnije je arhitekt Jože Plečnik v letih 1933 in 1934 povečal staro baročno pokopališko cerkvijo sv. Krištofa na Dunajski cesti (tedaj Tyrševi), delo arhitekta Gregorja Mačka.
Nova cerkev, ki jo je kot prizidek gradil prvi župnik Kazimir Zakrajšek OFM, je bila posvečena slovanskima blagovestnikoma svetemu Cirilu in Metodu ter je bila zaradi širjenja Gospodarskega razstavišča skupaj s staro porušena pozimi 1956/1957.
Po Plečnikovih originalnih načrtih na drugem mestu zgrajeno župnijsko cerkev je 16. novembra 1958 posvetil tedanji ljubljanski pomožni škof Anton Vovk. Za župnišče in samostan je bila kupljena in preurejena stanovanjska hiša na Kuzmičevi ulici.